# SAMPA
SAMPA (afkorting van Speech Assessment Methods Phonetic Alphabet, Nederlands "Fonetisch Alfabet voor de Weergave van Spraak") is een voor computers leesbaar fonetisch schrift waarbij 7-bit-ASCII-tekens gebruikt worden, en dat is gebaseerd op het Internationaal Fonetisch Alfabet (IPA).
Oorspronkelijk is het door het EEC ESPRIT onderzoeks- en ontwikkelprogramma voor informatietechnologie in de late jaren 80 van de twintigste eeuw ontwikkeld voor zes Europese talen. Zo veel mogelijk symbolen zijn van het IPA overgenomen; waar dit niet mogelijk is, worden andere beschikbare symbolen gebruikt, zoals het apenstaartje [@] voor de sjwa, [2] voor de klinker die in het Franse deux voorkomt, en [9] voor de klinker in het Franse neuf.

## Talen waarvoor de SAMPA-notatie beschikbaar is
Tegenwoordig is SAMPA officieel voor de klanken van de volgende talen ontwikkeld:
| A-D - Arabisch - Bulgaars - Deens - Duits | E-G - Engels - Estisch - Frans - Grieks | H-N - Hebreeuws - Hongaars - Italiaans - Kantonees - Nederlands - Noors | P-R - Pools - Portugees - Roemeens - Russisch | S - Schots - Servo-Kroatisch - Spaans | T-Z - Tsjechisch - Thais - Turks - Zweeds |

De tekens ["s{mpA:] geven de uitspraak van de naam SAMPA in het Engels weer. Zoals bij het IPA het geval is, wordt SAMPA gewoonlijk binnen vierkante haken ([]) of schraptekens (//) weergegeven. Die maken geen deel uit van het alfabet, maar duiden aan dat er sprake is van een fonetische weergave en niet van lopende tekst.

## Problemen met SAMPA
SAMPA-tabellen zijn alleen geldig voor de talen waarvoor zij gemaakt zijn. De tabellen van talen zijn niet geharmoniseerd, dus er zijn conflicten tussen talen. Het gevolg hiervan is, dat SAMPA niet kan worden gebruikt als ASCII-weergave van het algemene IPA-alfabet. Om dit probleem te verhelpen is het X-SAMPA ontwikkeld, dat een enkele tabel heeft zonder taalspecifieke verschillen.